# Enis Bardhi
Enis Bardhi (en macédonien : Енис Барди), né le 2 juillet 1995 à Skopje (Macédoine), est un footballeur international macédonien qui évolue au poste de milieu offensif à Konyaspor.

## Biographie

### En club
Lors de la saison 2016-2017, il inscrit 12 buts dans le championnat de Hongrie avec l'équipe d'Újpest FC.
Le 17 juillet 2017, Bardhi s'engage en faveur du club espagnol du Levante UD pour trois saisons.
Le 12 août 2022, Bardhi a rejoint le club turc de Süper Lig, Trabzonspor. Le 15 janvier 2025, son contrat avec le club a été résilié d'un commun accord.

### En équipe nationale
Avec les espoirs, il participe au championnat d'Europe espoirs en 2017. Lors de cette compétition, il inscrit deux buts, contre la Serbie et le Portugal.
Bardhi honore sa première sélection avec la Macédoine le 27 mars 2015, en remplaçant Artim Položani lors d'une défaite 2-1 contre la Biélorussie à Skopje. Ce match rentre dans le cadre des éliminatoires de l'Euro 2016.
Il inscrit son premier but avec l'équipe de Macédoine le 9 octobre 2017, contre le Liechtenstein (victoire 4-0 à Strumica). Ce match rentre dans le cadre des éliminatoires du mondial 2018.

## Style de jeu
De taille moyenne et d'un physique fin, Bardhi est un milieu de terrain versatile pouvant aussi évoluer au poste d'ailier. À son aise techniquement, il apprécie le dribble et conserve efficacement le ballon. Malgré son poste, le Macédonien ne rechigne pas dans la tâche défensive et épaule ses défenseurs dès que possible. Bardhi apprécie effectuer des tacles mais ne récolte que peu de cartons.
Bardhi se démarque surtout pour sa qualité de frappe sur les coups francs directs où il se montre régulièrement décisif. Ainsi, il marque cinq buts de la sorte en Liga durant la saison 2017-2018. Il tire également fréquemment les corners de son équipe.
En décembre 2018, une étude menée par le site de statistiques WhoScored démontre que Bardhi est le joueur européen avec le meilleur taux de conversion sur coup franc depuis la saison 2014-2015. Il a marqué six buts sur vingt-sept tentatives, avec un taux de réussite de 22,2 % et dépasse des spécialistes renommés comme Philippe Coutinho ou Lionel Messi,.

## Statistiques

### Statistiques détaillées
| Saison                | Club                  | Championnat           | Championnat | Championnat | Championnat | Coupe nationale | Coupe nationale | Coupe nationale | Coupe de la Ligue | Coupe de la Ligue | Coupe de la Ligue | Compétition(s) continentale(s) | Compétition(s) continentale(s) | Compétition(s) continentale(s) | Compétition(s) continentale(s) | Macédoine du Nord | Macédoine du Nord | Macédoine du Nord | Total | Total | Total |
| Saison                | Club                  | Division              | M.          | B.          | P.d.        | M.              | B.              | P.d.            | M.                | B.                | P.d.              | Comp.                          | M.                             | B.                             | P.d.                           | M.                | B.                | P.d.              | M.    | B.    | P.d.  |
| 2014                  | KSF Prespa Birlik     | Division 2            | 10          | 5           | -           | -               | -               | -               | -                 | -                 | -                 | -                              | -                              | -                              | -                              | -                 | -                 | -                 | 10    | 5     | 0     |
| 2014-2015             | Újpest FC             | NB I.                 | 21          | 2           | 3           | 6               | 0               | 2               | 3                 | 0                 | 0                 | -                              | -                              | -                              | -                              | 2                 | 0                 | 0                 | 32    | 2     | 5     |
| 2015-2016             | Újpest FC             | NB I.                 | 29          | 6           | 0           | 5               | 1               | 1               | -                 | -                 | -                 | -                              | -                              | -                              | -                              | 3                 | 0                 | 0                 | 37    | 7     | 1     |
| 2016-2017             | Újpest FC             | NB I.                 | 29          | 12          | 7           | 4               | 1               | 0               | -                 | -                 | -                 | -                              | -                              | -                              | -                              | 1                 | 0                 | 0                 | 34    | 13    | 7     |
| Sous-total            | Sous-total            | Sous-total            | 79          | 20          | 10          | 15              | 2               | 3               | 3                 | 0                 | 0                 | -                              | -                              | -                              | -                              | 6                 | 0                 | 0                 | 103   | 22    | 13    |
| 2017-2018             | Levante UD            | Liga                  | 26          | 9           | 1           | 4               | 0               | 1               | -                 | -                 | -                 | -                              | -                              | -                              | -                              | 7                 | 1                 | 0                 | 37    | 10    | 2     |
| 2018-2019             | Levante UD            | Liga                  | 36          | 3           | 5           | 2               | 0               | 0               | -                 | -                 | -                 | -                              | -                              | -                              | -                              | 10                | 3                 | 0                 | 48    | 6     | 5     |
| 2019-2020             | Levante UD            | Liga                  | 30          | 7           | 3           | 2               | 0               | 1               | -                 | -                 | -                 | -                              | -                              | -                              | -                              | 4                 | 1                 | 1                 | 36    | 8     | 5     |
| 2020-2021             | Levante UD            | Liga                  | 26          | 1           | 2           | 4               | 1               | 0               | -                 | -                 | -                 | -                              | -                              | -                              | -                              | 10                | 1                 | 4                 | 40    | 3     | 6     |
| 2021-2022             | Levante UD            | Liga                  | 30          | 3           | 3           | 2               | 0               | 0               | -                 | -                 | -                 | -                              | -                              | -                              | -                              | 11                | 5                 | 0                 | 43    | 8     | 3     |
| Sous-total            | Sous-total            | Sous-total            | 148         | 23          | 14          | 14              | 1               | 2               | 0                 | 0                 | 0                 | -                              | -                              | -                              | -                              | 42                | 11                | 5                 | 204   | 35    | 21    |
| 2022-2023             | Trabzonspor           | Süper Lig             | 30          | 6           | 0           | 3               | 0               | 0               | -                 | -                 | -                 | C1+C3+C4                       | 2+6+1                          | 0+1+0                          | 0                              | 8                 | 3                 | 0                 | 50    | 10    | 0     |
| 2023-2024             | Trabzonspor           | Süper Lig             | 35          | 7           | 4           | 7               | 0               | 2               | -                 | -                 | -                 | -                              | -                              | -                              | -                              | 8                 | 2                 | 0                 | 50    | 9     | 6     |
| 2024-2025             | Trabzonspor           | Süper Lig             | 8           | 0           | 1           | -               | -               | -               | -                 | -                 | -                 | C3+C4                          | 3+2                            | 0                              | 0                              | 6                 | 2                 | 0                 | 19    | 2     | 1     |
| Sous-total            | Sous-total            | Sous-total            | 73          | 13          | 5           | 10              | 0               | 2               | -                 | -                 | -                 | -                              | 14                             | 1                              | 0                              | 22                | 7                 | 0                 | 119   | 21    | 7     |
| 2024-2025             | Bodrum FK             | Süper Lig             | 2           | 0           | 0           | -               | -               | -               | -                 | -                 | -                 | -                              | -                              | -                              | -                              | -                 | -                 | -                 | 2     | 0     | 0     |
| Total sur la carrière | Total sur la carrière | Total sur la carrière | 313         | 61          | 29          | 39              | 3               | 7               | 3                 | 0                 | 0                 | -                              | 14                             | 1                              | 0                              | 70                | 18                | 5                 | 439   | 83    | 41    |

### Buts internationaux
|     | Date             | Sél. | Lieu                                                 | Adversaire    | Résultat | Compétition                             | Détail   | Détail |
| --- | ---------------- | ---- | ---------------------------------------------------- | ------------- | -------- | --------------------------------------- | -------- | ------ |
| 1er | 9 octobre 2017   | 10   | Stadion Blagoj Istatov, Strumica (Macédoine du Nord) | Liechtenstein | 4-0      | Éliminatoires de la Coupe du monde 2018 | 67e      | 3-0    |
| 2e  | 16 novembre 2018 | 18   | Rheinpark Stadion, Vaduz (Liechtenstein)             | Liechtenstein | 0-2      | Ligue des nations 2018-2019             | 53e (cf) | 0-1    |
| 3e  | 19 novembre 2018 | 19   | Philip II Arena, Skopje (Macédoine du Nord)          | Gibraltar     | 4-0      | Ligue des nations 2018-2019             | 27e      | 1-0    |
| 4e  | 24 mars 2019     | 21   | Stožice Stadium, Ljubljana (Slovénie)                | Slovénie      | 1-1      | Éliminatoires de l'Euro 2020            | 47e      | 1-1    |
| 5e  | 9 septembre 2019 | 25   | Stade Daugava, Riga (Lettonie)                       | Lettonie      | 0-2      | Éliminatoires de l'Euro 2020            | 17e      | 0-2    |

## Palmarès
Avec l'Újpest FC, Bardhi est finaliste de la Coupe de Hongrie en 2016.